# Naissance en 2022
Naissance
- 2018
- 2019
- 2020
- 2021
- 2022
- 2023
- 2024
- 2025
- 2026

Les naissances en 2022 concernent les personnalités nées entre le 1er janvier et le 31 décembre 2022.

## Novembre
- 15 novembre : Vinice Mabansag.